# Airbus CyberSecurity
Airbus CyberSecurity, anciennement Cassidian CyberSecurity, est une filiale d'Airbus Defence and Space (alors appelé EADS Cassidian), elle-même filiale d'Airbus. Spécialisée dans la sécurité des systèmes d'information, elle est publiquement créée en 2012 à partir d'une division de EADS Cassidian dédiée à ces problématiques. Son premier PDG est Hervé Guillou.
Elle possède la société Stormshield, qu'elle a créée en 2016 en fusionnant ses filiales Arkoon et NetASQ.
En 2021, Airbus CyberSecurity se separe de sa partie "Service" qui fusionne avec Apsys, une autre filiale d'Airbus pour former Airbus Protect.